# めちゃコミックオリジナル
めちゃコミックオリジナルは、めちゃコミックのオリジナルコミックブランド。

## 概要
「めちゃコミック（通称めちゃコミ）」を運営する株式会社アムタスが、パートナー会社と共に企画制作、販売。
制作作品はめちゃコミックにて連載された後、国内外の電子書店へ配信。一部作品はドラマ化、紙書籍化もされている。
一部書店では出版社・発行がアムコミと表記され、レーベル名は明記されないケースも存在する。

## レーベル
少女、女性向け作品が中心のレーベル
- comic fizzy（めちゃコミック編集部）
- 女の子のヒミツ
- Comic miw
- G☆Girls
- コイハナ
- Series Vm

少女向け作品が中心のレーベル
- リリィベル

女性向け作品が中心のレーベル
- 毒女comic
- COMICホリデイ
- A-LIPS
- Comic☆Pecora
- バニラブmint
- comicシェイク!
- comicハルカゼ
- マンガリータ
- mono comic

女性、青年向け作品が中心のレーベル
- COLORTooN
- まんが職人スタジオ
- 9comic
- コミックBEAN

少年、青年向け作品が中心のレーベル
- コミックBravo!

青年向け作品が中心のレーベル
- COMICソイヤ!
- BUZZ COMIC
- KTcomic
- NMF21

少女、女性、少年、青年が中心のレーベル
- コミックほげっと

めちゃコミックのテレビCMにて、G☆Girlsの作品が紹介されたことがある。

## 主な作品

### ドラマ化作品
- ダメな男じゃダメですか?（大盛のぞみ） - コミックほげっとレーベル
- 年の差婚（中間淳生） - G☆Girlsレーベル
- RISKY〜復讐は罪の味〜（たちばな梓） - G☆Girlsレーベル
- 凛子さんはシてみたい（藤田みお） - 女の子のヒミツレーベル
- 悪魔はそこに居る（原作：清水セイカ/作画：でじおとでじこレッド）  - まんが職人スタジオレーベル
- 癒やしのお隣さんには秘密がある（原作：梅澤夏子/作画：嶋伏ろう） - comic fizzy（めちゃコミック編集部）レーベル
- 青島くんはいじわる（吉井ユウ） - G☆Girlsレーベル / Only Lips comicsレーベル

### 電子書籍作品
- パンメーカーのコムギくん（深蔵）

### 紙書籍化作品
- リアル風俗嬢日記（Ω子）
- ライバル婚（紀田ボナーラ）

## 主な作家
女の子のヒミツ
- 牧原若菜
- 森園みるく

Comic miw
- たむら純子

G☆Girls
- 今井康絵
- たちばな梓
- たむら純子
- 吉井ユウ
- 吉岡李々子
- 紀田ボナーラ

コイハナ
- 御茶まちこ
- よしだ斑鳩

コミックBEAN
- 浦田カズヒロ
- なかざき冬

コミックBravo!
- 亜月亮

BUZZ COMIC
- 星埜いろ

KTcomic
- 岡村賢二

コミックほげっと
- 吉田貴司